# 1022
1022 (MXXII) je bilo navadno leto, ki se je po julijanskem koledarju začelo na ponedeljek.

## Dogodki
- Koncil v Pavii: koncil, ki poteka pod vodstvom papeža Benedikta VIII. se sklene v duhu clunyjskih reform z obsodbami zakonskih zvez duhovnikov, dedovanja cerkvenega premoženja otrokom duhovnikov in simonije.
- Umrlega švedskega kralja Olofa Skötkonunga nasledi njegov sin Anund Jakob.
- Valižanski kralj Gwynedda Llywelyn ap Seisyll si zagotovi prevlado še v Deheubarthu, drugi večji valižanski žepni kraljevini. 1023 ↔
- Berberski voditelj Al-Muizz ibn Badis iz dinastije Ziridov prevazme oblast v Ifrikiji (današnja vzhodna Alžirija, Tunizija, zahodna Libija).
- Umrlega kitajskega cesarja dinastije Song Dženzonga nasledi sin Renzong.
- Kitajska dinastija Song ima evidentiranih več kot milijon vojakov. Kljub očitni vojaški številčnosti v vojaški drži zavzame pretežno defenzivno taktiko.

## Rojstva
- Harald Godwinson, angleški kralj († 1066)

## Smrti
- Olof Skötkonung, švedski kralj (* 980)
- cesar Dženzong, dinastija Song (* 968)